# Il cuore a modo mio
Il cuore a modo mio è il sesto album in studio della cantante Alexia, pubblicato nel 2003.

## Descrizione
L'album contiene 16 tracce che abbracciano diversi stili musicali, come pop, soul e dance. Entra subito nelle classifiche di vendita italiane. Anche se alcuni brani hanno titoli inglesi o francesi i testi sono interamente italiani. 
Il primo singolo promozionale è Per dire di no, con cui la cantante partecipa al 53º Festival di Sanremo, vincendo la manifestazione canora.
Il secondo singolo promozionale è Egoista, un brano scritto da Gianfranco Grottoli, Andrea Vaschetti ed Alexia, con la quale la cantante partecipa al Festivalbar di quell'anno.

## Tracce
1. Intro
2. Cuore non hai
3. Preludio 1
4. Saturday Night
5. Preludio 2
6. Per dire di no
7. Crazy War
8. Four Jumps
9. Egoista
10. C'est la vie
11. Freddo nell'anima
12. Fatti insegnare dalla mamma
13. Qualcosa di forte
14. Tu mi fai vivere
15. I Never Loved a Man (cover di canzone di Aretha Franklin del 1967)
16. Per dire di no (reprise)

## Formazione
- Alexia – voce, cori
- Lorenzo Poli – basso
- Paul Moss – chitarra elettrica
- Beppe Cominotti – pianoforte, programmazione
- Matteo Toso – chitarra acustica
- Fio Zanotti – organo Hammond
- Luca Aspidistria – basso
- Al Portento – batteria, percussioni
- Gianni Grondacci – basso
- Emanuela Cortesi, Cristina Montanari, Giuseppe Lo Pizzo – cori

## Classifiche
| Classifica (2003) | Posizione più alta |
| ----------------- | ------------------ |
| Italia            | 17                 |
| Svizzera          | 100                |